# Aderaeon townesi
Aderaeon townesi là một loài tò vò trong họ Ichneumonidae.